# UCO Unidad Central Operativa
UCO: Unidad Central Operativa  est une série télévisée espagnol produit par Grupo Ganga et diffusé par La 1, première chaîne de Televisión Española. Elle est constituée de deux saisons de onze épisodes, diffusée du 28 mai 2009 au 13 mai 2013.
Il s'agit d'une série dérivée de  Disparue, diffusée par La 1 en 2007. Elle est inédite dans les pays francophones

## Synopsis
Les enquêtes d'une unité l'Unidad central operativa de la garde civile espagnole (l'équivalent de la section de recherches de la gendarmerie nationale).

## Distribution

### Rôles principaux
- Miguel Ángel Solá - Capitaine Bruno Scie
- Ana Torrent - Comandante Julia Guzmán
- Sancho Grâce (†) - Ramón Garrido
- Esther Ortega - Sergent Laura Andrún
- Juan Ribó - Luis Seisdedos "Manuel Erráiz"
- Eleazar Ortiz - Nicolás Segura
- Alfonso Bassave - Pablo Molina
- Celia Pastor - Marina Izquierdo
- Mikel Losada - Ignacio "Nacho"
- Erik Francés - "el Chef"
- Esmeralda Moya - Blanche Sierra (1-10)

### Rôles secondaires
- Enrique Alcides - Cadres Vallés † (1-2, 5-6)
- Juin Valverde - Jesús González Vázquez/Jesús Villa Pérez (3-11)

#### Avec collaboration spéciale
- Juan Echanove - Sergent Francisco "Paco" Gutiérrez (2, 7, 10)
- Bergère Vega - Mercedes "Merche" Pérez Rôde/Mercedes "Merche" Vázquez Rivera/Carmen/"Le Visage Bel" (3-11)

## Épisodes

### Saison 1 (2009)
1. Asedio
2. Asedio
3. Algún día volverá
4. Hogar dulce hogar
5. El niño

### Saison 2 (2013)
1. Por pura necesidad
2. Trabajo,trabajo,trabajo
3. El cazador
4. Sangre de mi sangre
5. La mejor edad
6. Los coleccionistas de arte no saben matar
7. Errare humanum est
8. Tiro al blanco

## Commentaires
- UCO Unidad Central Operativa est une unité de la garde civile espagnole, son équivalent français est la section de recherches.